# Открытый чемпионат Уинстон-Сейлема по теннису 2012
Открытый чемпионат Уинстон-Сейлема по теннису 2012 — профессиональный теннисный турнир, во 2й раз проводившийся в Уинстон-Сейлеме, США на хардовых кортах. Турнир имеет категорию ATP 250 и входит в цикл турниров US Open Series. Соревнования были проведены с 20 по 27 августа.
Прошлогодними чемпионами являются:
- Одиночный турнир —  Джон Изнер
- Парный турнир —  Йонатан Эрлих /  Энди Рам

## US Open Series
К завершающей соревновательной неделе борьба за бонусные призовые выглядела следующим образом:
| Место | Игрок                | Турниров 1 | Побед | Очков |
| ----- | -------------------- | ---------- | ----- | ----- |
| 1     | Новак Джокович       | 2          | 1     | 170   |
| 2     | Сэм Куэрри           | 3          | 1     | 110   |
| 3     | Роджер Федерер       | 1          | 1     | 100   |
| 4     | Марди Фиш            | 2          | -     | 75    |
| 5     | Джон Изнер           | 2          | —     | 70    |
| 5     | Томми Хаас           | 2          | -     | 70    |
| 5     | Александр Долгополов | 1          | 1     | 70    |
| 5     | Энди Роддик          | 1          | 1     | 70    |
| 5     | Ришар Гаске          | 1          | -     | 70    |
| 10    | Милош Раонич         | 1          | -     | 50    |

* — Золотым цветом выделены участники турнира.
1 — Количество турниров серии, в которых данный участник достиг четвертьфинала и выше (ATP 250/500) или 1/8 финала и выше (ATP 1000)

## Соревнования

### Одиночный турнир
Джон Изнер обыграл  Томаша Бердыха со счётом 3-6, 6-4, 7-69.
- Изнер во 2й раз в карьере защищает свой титул на соревновании основного тура ассоциации.

### Парный турнир
Сантьяго Гонсалес /  Скотт Липски обыграли  Пабло Андухара /  Леонардо Майера со счётом 6-3, 4-6, [10-2].
- Гонсалес выигрывает 2й титул в сезоне и 5й за карьеру в основном туре ассоциации.
- Липски выигрывает 2й титул в сезоне и 8й за карьеру в основном туре ассоциации.